# لؤي عابد
لؤي عابد كاتب سعودي.

## كتب
| الاسم             | دار النشر                   | المدينة/ الدولة | تاريخ النشر | عدد الصفحات | ردمك ISBN            | المصدر            |
| ----------------- | --------------------------- | --------------- | ----------- | ----------- | -------------------- | ----------------- |
| هديل إمرأة: رواية | مداد للنشر والتوزيع         | دبي             | 2014        | 128         | (ردمك 789948220299)  | [ 2 ]             |
| كنت عمياء: رواية  | مداد للنشر والتوزيع         | دبي             | 2015        | 178         | (ردمك 9789948183310) | [ 3 ]             |
| أريد ذلك الحب     | الدار العربية للعلوم ناشرون | بيروت           | 2015        | 207         | (ردمك 9786140114531) | [ 4 ]             |
| ويسألونك عن الروح | دار تشكيل للنشر والتوزيع    | السعودية        | 2017        | 96          | (ردمك 9786030242757) | [ 6 ]             |
| ألم يك نطفة       | دار تشكيل للنشر والتوزيع    | السعودية        | 2021        | 152         | (ردمك 9786038285787) | [ 7 ] [ 8 ] [ 9 ] |

### رواية ويسألونك عن الروح
تحكي رواية ويسألونك عن الروح عن قصة شخص عاد بعد موته إلى الحياة، وينقل الكاتب فيها فكرة الارواح ومشاهدها.